# Morti il 3 dicembre
| Questa pagina contiene informazioni ricavate automaticamente dalle voci biografiche con l'ausilio del template Bio e di un bot. L'aggiornamento è periodico e automatico e ricostruisce completamente la pagina. Se manca una persona in questa lista, sei pregato di non aggiungerla, ma accertati piuttosto che la sua voce biografica contenga il template Bio e che i dati anagrafici siano correttamente compilati. Se il template Bio manca, inseriscilo tu stesso o, in alternativa, metti l'avviso {{tmp\|Bio}} che ne segnala la mancanza. Se i dati riportati sono sbagliati, correggi direttamente la voce biografica; le modifiche saranno visibili in questa lista entro pochi giorni. Per chiarimenti vedi il progetto biografie. La lista contiene solo le 486 persone che sono citate nell'enciclopedia e per le quali è stato implementato correttamente il template Bio. Pagina aggiornata al 17 ago 2025. |

## VIII secolo(1)
- 794 - Sola di Husen, monaco cristiano inglese

## X secolo(2)
- 937 - Sigfrido di Merseburgo, nobile tedesco
- 978 - Abramo di Alessandria, arcivescovo cristiano orientale egiziano

## XI secolo(2)
- 1038 - Emma di Lesum, nobile tedesca
- 1099 - Osmundo di Salisbury, vescovo cattolico inglese

## XII secolo(2)
- 1125 - Berengario II di Sulzbach, nobile tedesco
- 1154 - Papa Anastasio IV, papa, cardinale e vescovo cattolico italiano

## XIII secolo(4)
- 1202 - Corrado di Querfurt, vescovo cattolico tedesco
- 1265 - Odofredo Denari, giurista italiano (n. 1200)
- 1266 - Enrico III di Slesia, nobile polacco
- 1268 - Manfredo Roberti, vescovo cattolico italiano

## XIV secolo(2)
- 1309 - Enrico III di Głogów, nobile polacco
- 1376 - Francesco Albergotti, giurista italiano (n. 1304)

## XV secolo(3)
- 1416 - Enrico di Brunswick-Lüneburg, nobile
- 1483 - Matthijs de Layens, architetto fiammingo
- 1491 - Thomas Basin, vescovo cattolico francese (n. 1412)

## XVI secolo(9)
- 1525 - Fernando Francesco d'Avalos, condottiero italiano (n. 1490)
- 1532 - Luigi II del Palatinato-Zweibrücken, nobile tedesco (n. 1502)
- 1533 - Basilio III di Russia, principe russo (n. 1479)
- 1535 - Mattia Ugoni, vescovo cattolico italiano (n. 1445)
- 1552 - Francesco Saverio, gesuita e missionario spagnolo (n. 1506)
- 1571 - Ascanio della Corgna, nobile e condottiero italiano (n. 1514)
- 1578 - Gonzalo II Fernández de Córdoba, generale spagnolo (n. 1520)
- 1592 - Alessandro Farnese, generale, politico e nobile italiano (n. 1545)
- 1600 - Giovanni Trulles de Myra, arcivescovo cattolico spagnolo

## XVII secolo(13)
- 1605 - Gregorio Pagani, pittore italiano (n. 1559)
- 1610 - Honda Tadakatsu, generale giapponese (n. 1548)
- 1615 - Carlo Conti, cardinale e vescovo cattolico italiano (n. 1556)
- 1620 - Janusz Radziwiłł, nobile lituano (n. 1579)
- 1651 - Francesco di Cossé-Brissac, militare francese (n. 1585)
- 1659 - Gabriele II di Costantinopoli, arcivescovo ortodosso greco
- 1660 - Jacques Sarazin, scultore francese (n. 1592)
- 1662 - Costanza Bonarelli, nobildonna e mercante italiana (n. 1614)
- 1667 - Ogasawara Tadazane, militare giapponese (n. 1596)
- 1668 - William Cecil, II conte di Salisbury, nobile e politico britannico (n. 1591)
- 1674 - Caspar Gras, scultore austriaco (n. 1585)
- 1679 - Manuel de la Torre, arcivescovo cattolico spagnolo (n. 1618)
- 1693 - Carlo Celano, avvocato, letterato e religioso italiano (n. 1625)

## XVIII secolo(16)
- 1706 - Emilia Giuliana di Barby-Muehlingen, compositrice tedesca (n. 1637)
- 1719 - Adriaen Frans Boudewijns, pittore, incisore e disegnatore fiammingo (n. 1644)
- 1722 - Devota di Monaco, religiosa monegasca (n. 1646)
- 1737 - Giovanni Battista Tagliasacchi, pittore italiano (n. 1696)
- 1742 - Claude Aubriet, illustratore francese (n. 1651)
- 1750 - Nuno da Cunha e Ataíde, cardinale e vescovo cattolico portoghese (n. 1664)
- 1764 - Giovanni Battista Sacchetti, architetto italiano (n. 1690)
- 1769 - Giuseppe Schirò, arcivescovo cattolico italiano (n. 1690)
- 1775 - Giovanni Bianchi, medico e anatomista italiano (n. 1693)
- 1775 - Vincenzo Malvezzi Bonfioli, cardinale e arcivescovo cattolico italiano (n. 1715)
- 1781 - Marino Francesco I Caracciolo, VII principe di Avellino, principe italiano (n. 1714)
- 1785 - Ferdinando Morozzi, cartografo, matematico e architetto italiano (n. 1723)
- 1789 - Claude Joseph Vernet, pittore e incisore francese (n. 1714)
- 1791 - Christian Georg Schütz, pittore e disegnatore tedesco (n. 1718)
- 1792 - Godefroy de La Tour d'Auvergne, nobile francese (n. 1728)
- 1800 - George Beresford, I marchese di Waterford, politico irlandese (n. 1735)

## XIX secolo(80)
- 1806 - Vita d'Angelo Sanguinetti, banchiere, imprenditore e politico italiano (n. 1725)
- 1807 - Clara Reeve, scrittrice inglese (n. 1729)
- 1815 - John Carroll, gesuita e arcivescovo cattolico statunitense (n. 1735)
- 1816 - Franz Philipp von Inzaghi, vescovo cattolico austriaco (n. 1731)
- 1817 - August Eberhard Müller, compositore e organista tedesco (n. 1767)
- 1819 - Claude Sylvestre Colaud, generale francese (n. 1754)
- 1819 - Carlo Rovelli, vescovo cattolico italiano (n. 1740)
- 1822 - Halet Efendi, ambasciatore e politico ottomano (n. 1761)
- 1823 - Giovanni Battista Belzoni, esploratore e ingegnere italiano (n. 1778)
- 1826 - Dionisio Bardaxí y Azara, cardinale spagnolo (n. 1760)
- 1826 - Levin August von Bennigsen, generale russo (n. 1745)
- 1827 - Servando Teresa de Mier, presbitero, scrittore e filosofo messicano (n. 1763)
- 1829 - Juan Agustín Ceán Bermúdez, storico dell'arte e pittore spagnolo (n. 1749)
- 1829 - Daniel Huber, matematico e astronomo svizzero (n. 1768)
- 1830 - Madame de Genlis, scrittrice francese (n. 1746)
- 1834 - Giuseppe Albani, cardinale italiano (n. 1750)
- 1837 - Charles Douglas, VI marchese di Queensberry, nobile scozzese (n. 1777)
- 1839 - Federico VI di Danimarca, re danese (n. 1768)
- 1844 - Daniel Parker, predicatore e politico statunitense (n. 1781)
- 1845 - Gregor MacGregor, militare, avventuriero e truffatore britannico (n. 1786)
- 1846 - Pietro Cocchi, pittore italiano (n. 1826)
- 1846 - Giuseppe Patrizi, presbitero italiano (n. 1809)
- 1849 - Urânia Vanério, insegnante, traduttrice e scrittrice brasiliana (n. 1811)
- 1852 - Mauro Tumminelli, giudice e politico italiano (n. 1778)
- 1853 - Giovanni Niccolò Tanara, patriarca cattolico italiano (n. 1795)
- 1854 - Johann-Peter Eckermann, poeta tedesco (n. 1792)
- 1855 - Elena Aleksandrovna Naryškina, nobildonna russa (n. 1785)
- 1857 - Christian Daniel Rauch, scultore tedesco (n. 1777)
- 1859 - Letizia Murat, socialite francese (n. 1802)
- 1860 - Giovanni Nepomuceno de Tschiderer, vescovo cattolico austriaco (n. 1777)
- 1862 - Timothy O'Brien, I baronetto, politico irlandese (n. 1787)
- 1863 - Christine Roux, attrice e modella francese (n. 1820)
- 1863 - Francesco Zanotto, storico dell'arte italiano (n. 1794)
- 1865 - Joseph-Marie Quérard, scrittore e bibliografo francese (n. 1797)
- 1866 - Edward Hincks, orientalista, egittologo e assiriologo irlandese (n. 1792)
- 1866 - Jan Křtitel Václav Kalivoda, compositore, violinista e direttore d'orchestra ceco (n. 1801)
- 1866 - Ernst von Pfuel, generale e politico prussiano (n. 1779)
- 1869 - Luigi Scrosati, pittore e decoratore italiano (n. 1815)
- 1871 - Bernard Romain Julien, incisore, litografo e pittore francese (n. 1802)
- 1872 - Leopoldo Del Re, astronomo italiano (n. 1804)
- 1873 - Raffaele Cassitto, politico italiano (n. 1803)
- 1873 - Costantino Cumano, medico, politico e numismatico italiano (n. 1811)
- 1874 - Luigi des Ambrois de Nevache, giurista e politico italiano (n. 1807)
- 1875 - Isidore Pils, pittore francese (n. 1813)
- 1876 - Samuel Cooper, generale statunitense (n. 1798)
- 1876 - Hermann Goetz, compositore tedesco (n. 1840)
- 1876 - Hermann Köchly, filologo classico tedesco (n. 1815)
- 1876 - Giambattista Scala, mercante e diplomatico italiano (n. 1817)
- 1880 - Martin Gropius, architetto tedesco (n. 1824)
- 1882 - Bernardo II di Sassonia-Meiningen, nobile tedesco (n. 1800)
- 1882 - James Challis, astronomo, matematico e fisico inglese (n. 1802)
- 1882 - Sergej Gennadievič Nečaev, rivoluzionario russo (n. 1847)
- 1882 - Archibald Campbell Tait, arcivescovo anglicano e teologo britannico (n. 1811)
- 1884 - Giuseppe Barellai, patriota e medico italiano (n. 1813)
- 1884 - Eugène Pelletan, politico e scrittore francese (n. 1813)
- 1885 - Pieter Harting, botanico, naturalista e idrologo olandese (n. 1812)
- 1885 - H. W. J. Thiersch, filologo tedesco (n. 1817)
- 1886 - Gaetano Lodi, pittore italiano (n. 1830)
- 1887 - Daniel McGettigan, arcivescovo cattolico irlandese (n. 1815)
- 1888 - Francis Ogilvy-Grant, X conte di Seafield, nobile scozzese (n. 1847)
- 1888 - Tommaso Melodia, politico italiano (n. 1802)
- 1888 - Carl Zeiss, ottico e imprenditore tedesco (n. 1816)
- 1889 - Candido Zerbi, politico italiano (n. 1827)
- 1890 - Carl Hilgers, pittore tedesco (n. 1818)
- 1892 - Ramachandra Vitthala Rao, principe indiano (n. 1850)
- 1892 - Friedrich Wieseler, filologo classico e archeologo tedesco (n. 1811)
- 1893 - Elizabeth Eastlake, scrittrice e critica d'arte britannica (n. 1809)
- 1894 - Francis Buchanan White, botanico e entomologo scozzese (n. 1842)
- 1894 - Antonio Mantovani, patriota italiano (n. 1838)
- 1894 - Achille Mapelli, patriota, avvocato e politico italiano (n. 1840)
- 1894 - Robert Louis Stevenson, scrittore, drammaturgo e poeta scozzese (n. 1850)
- 1894 - Luigi de Crecchio, politico italiano (n. 1832)
- 1895 - Dürrinev Kadin, principessa georgiana (n. 1835)
- 1895 - Felice Manfredi, politico italiano (n. 1819)
- 1897 - Friedrich August Theodor Winnecke, astronomo tedesco (n. 1835)
- 1898 - Augusta di Württemberg, nobile tedesca (n. 1826)
- 1898 - Giuseppe Boldini, pittore e patriota italiano (n. 1822)
- 1898 - Raffaele Lanciano, politico, patriota e medico italiano (n. 1817)
- 1899 - Georg Ratzinger, presbitero e politico tedesco (n. 1844)
- 1900 - Friedrich Eduard Hoffmann, inventore tedesco (n. 1818)

## XX secolo(239)
- 1902 - Hyeronimus Lorm, scrittore tedesco (n. 1821)
- 1902 - Prudente de Morais, avvocato e politico brasiliano (n. 1841)
- 1903 - John Dalrymple, X conte di Stair, politico scozzese (n. 1819)
- 1904 - David Bratton, pallanuotista statunitense (n. 1869)
- 1905 - Filippo Erba, patriota e militare italiano (n. 1834)
- 1910 - Matias de Carvalho y Vasconcelos, scrittore portoghese (n. 1832)
- 1910 - Mary Baker Eddy, teologa e predicatrice statunitense (n. 1821)
- 1910 - Wesley Merritt, generale statunitense (n. 1836)
- 1913 - Nicola Sculco, storico italiano (n. 1846)
- 1914 - Henri Osti, fotografo svedese (n. 1826)
- 1915 - Lajos Gönczy, altista ungherese (n. 1882)
- 1915 - Benjamin Jamieson, giocatore di lacrosse canadese (n. 1874)
- 1915 - Scipio Slataper, scrittore e militare italiano (n. 1888)
- 1916 - Erasmo Boschetti, militare italiano (n. 1870)
- 1916 - Geoffrey Bache Smith, poeta britannico (n. 1894)
- 1917 - Nikolaj Nikolaevič Duchonin, generale russo (n. 1876)
- 1917 - Carlo Oriani, ciclista su strada italiano (n. 1888)
- 1918 - Augusto Bianchi, generale italiano (n. 1867)
- 1918 - Pierre Biétry, sindacalista e politico francese (n. 1872)
- 1918 - Heinrich Hermann Fitting, giurista tedesco (n. 1831)
- 1919 - Pierre-Auguste Renoir, pittore francese (n. 1841)
- 1919 - Thomas de Grey, VI barone Walsingham, politico e entomologo inglese (n. 1843)
- 1920 - William de Wiveleslie Abney, scienziato e fotografo inglese (n. 1843)
- 1923 - Gustave Bloch, storico francese (n. 1848)
- 1923 - Rosita Mauri, ballerina e coreografa spagnola (n. 1850)
- 1923 - Giuseppe Morabito, arcivescovo cattolico italiano (n. 1858)
- 1923 - Enrico Nordio, architetto italiano (n. 1851)
- 1925 - Giacomo Setaccioli, compositore italiano (n. 1868)
- 1926 - Siegfried Jacobsohn, scrittore e critico teatrale tedesco (n. 1881)
- 1928 - Theodor von Frimmel, musicologo, storico dell'arte e medico austriaco (n. 1853)
- 1928 - Ezra Meeker, esploratore statunitense (n. 1830)
- 1928 - Johan Olin, lottatore finlandese (n. 1883)
- 1929 - Giovanni Mingazzini, neurologo e psichiatra italiano (n. 1859)
- 1931 - Joseph Bennett, attore statunitense (n. 1894)
- 1931 - Torquato Castellani, ceramista italiano (n. 1846)
- 1931 - Ernst Meyer, neurologo e psichiatra tedesco (n. 1871)
- 1932 - Gaby Angelini, aviatrice italiana (n. 1911)
- 1932 - Girolamo Orefici, politico e avvocato italiano (n. 1867)
- 1933 - Antonino Liberi, architetto e ingegnere italiano (n. 1855)
- 1934 - Fotos Politis, regista teatrale e drammaturgo greco (n. 1890)
- 1934 - Catherine Pozzi, poetessa e saggista francese (n. 1882)
- 1935 - Antonino Calcagnadoro, pittore e decoratore italiano (n. 1876)
- 1935 - Milman Parry, grecista statunitense (n. 1902)
- 1935 - Vittoria del Galles, principessa inglese (n. 1868)
- 1936 - Pio Heredia Zubía, presbitero spagnolo (n. 1875)
- 1936 - Manuel Irurita y Almándoz, vescovo cattolico spagnolo (n. 1876)
- 1936 - Gustave Zidler, insegnante e poeta francese (n. 1862)
- 1937 - Ida Dalser, italiana (n. 1880)
- 1937 - Henri Delacroix, psicologo e filosofo francese (n. 1873)
- 1937 - Attila József, poeta ungherese (n. 1905)
- 1937 - Werner Körte, chirurgo tedesco (n. 1853)
- 1938 - Vincenzo Camerini, avvocato e politico italiano (n. 1856)
- 1938 - Antonia Pozzi, poetessa italiana (n. 1912)
- 1938 - Juho Vennola, politico finlandese (n. 1875)
- 1938 - Jan Visser jr., artista olandese (n. 1856)
- 1939 - Piero Ginori Conti, nobile, imprenditore e politico italiano (n. 1865)
- 1939 - Luisa di Sassonia-Coburgo-Gotha, nobile (n. 1848)
- 1940 - Ugo Ceseri, attore italiano (n. 1893)
- 1940 - C. Henry Gordon, attore statunitense (n. 1883)
- 1941 - Pavel Filonov, pittore e poeta russo (n. 1883)
- 1941 - Neil Harris, allenatore di calcio e calciatore scozzese (n. 1894)
- 1941 - Benedetto Pasqua di Bisceglie, generale italiano (n. 1890)
- 1941 - Christian Sinding, compositore norvegese (n. 1856)
- 1941 - Tamanqueiro, calciatore portoghese (n. 1903)
- 1941 - Archimede Valeriani, calciatore italiano (n. 1907)
- 1942 - Giovanni Battista Barinetti, avvocato e politico italiano (n. 1849)
- 1942 - Wilhelm Peterson-Berger, compositore, critico musicale e musicologo svedese (n. 1867)
- 1942 - Anton Ujváry, calciatore slovacco (n. 1913)
- 1943 - Stefan Bryła, ingegnere polacco (n. 1886)
- 1943 - Trieste Del Grosso, scultore, militare e partigiano italiano (n. 1915)
- 1943 - Harry Dickason, marinaio e esploratore britannico (n. 1884)
- 1943 - Louis Renard, militare francese (n. 1893)
- 1944 - Andrea di Grecia, principe greco (n. 1882)
- 1944 - Giovanni Cattaneo, militare e politico italiano (n. 1865)
- 1944 - Duccio Galimberti, avvocato e partigiano italiano (n. 1906)
- 1944 - Pore Mosulishvili, partigiano e militare georgiano (n. 1916)
- 1945 - Alberto Magnaghi, geografo italiano (n. 1874)
- 1945 - Fred Rains, regista e attore britannico (n. 1860)
- 1945 - Adam Stegerwald, politico tedesco (n. 1874)
- 1946 - Luigi Corazzin, politico italiano (n. 1888)
- 1947 - Oreste Mattirolo, botanico, micologo e biologo italiano (n. 1856)
- 1948 - Jan Hendrik Hofmeyr, politico sudafricano (n. 1894)
- 1948 - Marcello Minale, medico, funzionario e politico italiano (n. 1876)
- 1948 - Sam Shockley, criminale statunitense (n. 1909)
- 1948 - Miran Edgar Thompson, criminale statunitense (n. 1917)
- 1949 - Philip Barry, commediografo statunitense (n. 1896)
- 1949 - Marija Uspenskaja, attrice e insegnante russa (n. 1876)
- 1950 - Pavel Petrovič Bažov, scrittore e politico sovietico (n. 1879)
- 1950 - Pietro Bellotti, sindacalista, politico e antifascista italiano (n. 1867)
- 1951 - Custode Marcucci, liutaio italiano (n. 1864)
- 1952 - Vladimír Clementis, politico slovacco (n. 1902)
- 1952 - Otto Katz, scrittore e antifascista ceco (n. 1895)
- 1952 - Rudolf Slánský, politico cecoslovacco (n. 1901)
- 1953 - Alfredo De Antoni, attore e regista italiano (n. 1875)
- 1953 - Enrico Polo, violinista italiano (n. 1868)
- 1953 - Ossy Renardy, violinista statunitense (n. 1920)
- 1954 - Lorenzo Batlle Pacheco, politico e giornalista uruguaiano (n. 1897)
- 1954 - Umberto Mancini, compositore e direttore d'orchestra italiano (n. 1894)
- 1955 - Maurice Archambaud, ciclista su strada e pistard francese (n. 1906)
- 1955 - Vasilij Egorovič Flug, generale russo (n. 1860)
- 1955 - Mario Robotti, generale italiano (n. 1882)
- 1956 - Giovanni Emanuele Barié, filosofo italiano (n. 1894)
- 1956 - Ruggero Nuti, archivista e storico italiano (n. 1890)
- 1956 - Aleksandr Michajlovič Rodčenko, pittore e fotografo russo (n. 1891)
- 1956 - Vincenzo Scramuzza, storico statunitense (n. 1886)
- 1957 - Gustavo Barroso, scrittore, politico e avvocato brasiliano (n. 1888)
- 1957 - Otto Josef von Berndt, generale austro-ungarico (n. 1865)
- 1957 - Raffaele Chiurazzi, poeta italiano (n. 1875)
- 1957 - Ugo Ciancarelli, chimico, dirigente d'azienda e politico italiano (n. 1879)
- 1957 - Ambrogio Fossati, scultore e ebanista italiano (n. 1887)
- 1957 - Marianna Saltini, religiosa italiana (n. 1889)
- 1959 - Ciro Giannelli, bibliotecario, filologo classico e bizantinista italiano (n. 1905)
- 1959 - Charles Lyon, generale inglese (n. 1878)
- 1959 - Knut Nilsson, calciatore svedese (n. 1887)
- 1961 - Mary Charleson, attrice irlandese (n. 1890)
- 1961 - Ugo Cuesta, giornalista, scrittore e marittimo italiano (n. 1897)
- 1961 - Pat O'Hara Wood, tennista australiano (n. 1891)
- 1961 - António Ribeiro dos Reis, calciatore, allenatore di calcio e giornalista portoghese (n. 1896)
- 1962 - Mary Gilmore, scrittrice, poetessa e giornalista australiana (n. 1865)
- 1963 - Alfred Aberdam, pittore ucraino (n. 1894)
- 1963 - Georgij Alekseevič Ušakov, esploratore e geografo sovietico (n. 1901)
- 1964 - Nils Backlund, pallanuotista svedese (n. 1896)
- 1965 - Hank D'Amico, clarinettista e sassofonista statunitense (n. 1915)
- 1965 - Iginio Ugo Faralli, diplomatico italiano (n. 1889)
- 1965 - Mario Fasson, calciatore svizzero (n. 1902)
- 1965 - Enrico Olivetti, imprenditore e dirigente sportivo italiano
- 1965 - Hanna Sobačko-Šostak, pittrice ucraina (n. 1883)
- 1965 - Pietro Zucchinetti, calciatore italiano (n. 1887)
- 1966 - José Padrón, calciatore spagnolo (n. 1906)
- 1967 - Hermann Walter Gotthold Frenzel, medico e docente tedesco (n. 1895)
- 1967 - Annette Kolb, scrittrice tedesca (n. 1870)
- 1968 - Lucien Callamand, attore francese (n. 1888)
- 1968 - Sonja Kovačić-Tajčević, pittrice croata (n. 1894)
- 1968 - Paolo Manuel Gismondi, politico italiano (n. 1898)
- 1968 - Gianni Puccini, regista, sceneggiatore e critico cinematografico italiano (n. 1914)
- 1969 - Eduardo Astengo, calciatore peruviano (n. 1905)
- 1969 - Rosina Galli, attrice e doppiatrice italiana (n. 1906)
- 1969 - Mathias Wieman, attore tedesco (n. 1902)
- 1970 - Enrico Guicciardi, giurista e avvocato italiano (n. 1909)
- 1971 - Donatella Della Nora, attrice italiana (n. 1935)
- 1971 - Franco Langella, compositore e direttore d'orchestra italiano (n. 1906)
- 1971 - Rafael Rivelles, attore spagnolo (n. 1897)
- 1972 - Erwin Bowien, pittore e poeta tedesco (n. 1899)
- 1972 - Friedrich Christiansen, aviatore e militare tedesco (n. 1879)
- 1973 - József Darvas, scrittore e politico ungherese (n. 1912)
- 1973 - Adolfo Ruiz Cortines, politico e militare messicano (n. 1890)
- 1973 - Aleardo Ward, attore italiano (n. 1915)
- 1974 - Władysław Bukowiński, presbitero polacco (n. 1904)
- 1974 - Hans Leibelt, attore tedesco (n. 1885)
- 1974 - Adolfo Saporetti, pittore italiano (n. 1907)
- 1976 - Jacques Carlu, architetto francese (n. 1890)
- 1976 - Alfredo Dinale, ciclista su strada e pistard italiano (n. 1900)
- 1976 - Angelo Iachino, ammiraglio italiano (n. 1889)
- 1976 - Mary Nash, attrice statunitense (n. 1884)
- 1976 - Aleksandr Aleksandrovič Novikov, generale sovietico (n. 1900)
- 1976 - Leo Pestelli, scrittore, linguista e critico cinematografico italiano (n. 1909)
- 1976 - Rossano, cantante e attore italiano (n. 1946)
- 1977 - Jack Beresford, canottiere britannico (n. 1899)
- 1977 - Roland Caillaux, disegnatore e attore francese (n. 1905)
- 1977 - Ferdinand Guillaume, attore, produttore cinematografico e regista francese (n. 1887)
- 1977 - Adolfo Tino, avvocato, giornalista e banchiere italiano (n. 1900)
- 1977 - Nikolaj Grigor'evič Špikovskij, regista cinematografico ucraino (n. 1897)
- 1978 - John Bevan, militare britannico (n. 1894)
- 1978 - György Csányi, velocista ungherese (n. 1922)
- 1978 - Ivan Petrovič Kavaleridze, regista cinematografico e scultore ucraino (n. 1887)
- 1978 - William Grant Still, compositore e direttore d'orchestra statunitense (n. 1895)
- 1979 - Dhyan Chand, hockeista su prato indiano (n. 1905)
- 1979 - Domenico Javarone, giornalista e scrittore italiano (n. 1913)
- 1979 - Alighiero Noschese, imitatore, attore e comico italiano (n. 1932)
- 1979 - Rutilio Robusti, politico italiano (n. 1893)
- 1979 - Hans Rohde, calciatore tedesco (n. 1914)
- 1980 - Piera Cillario, imprenditrice italiana (n. 1902)
- 1980 - Giancarlo Montani, politico e avvocato italiano (n. 1908)
- 1980 - Oswald Mosley, politico britannico (n. 1896)
- 1980 - Jean-Claude Poirier, fumettista francese (n. 1942)
- 1980 - Marie-Antoinette Tonnelat, fisica francese (n. 1912)
- 1980 - Eino Virtanen, lottatore finlandese (n. 1908)
- 1981 - Walter Knott, imprenditore statunitense (n. 1889)
- 1981 - Joel Rinne, attore finlandese (n. 1897)
- 1982 - Renato Vignolini, allenatore di calcio e calciatore italiano (n. 1906)
- 1983 - James M. Aitken, scacchista scozzese (n. 1908)
- 1983 - Angelika Hauff, attrice austriaca (n. 1922)
- 1984 - Pavel Stepanovič Kutachov, generale e politico sovietico (n. 1914)
- 1984 - Lucillo Merci, militare italiano (n. 1899)
- 1985 - Larry Wayne Chaffin, militare statunitense (n. 1946)
- 1985 - Henry Martin Kleemann, aviatore statunitense (n. 1943)
- 1985 - Miloslav Kodl, cestista cecoslovacco (n. 1928)
- 1985 - Giovanni Porta, partigiano e politico italiano (n. 1909)
- 1985 - Conolly Abel Smith, ammiraglio inglese (n. 1899)
- 1985 - James Athanasius Weisheipl, presbitero, filosofo e scrittore statunitense (n. 1923)
- 1986 - Austin Hayes, calciatore irlandese (n. 1958)
- 1986 - Jiří Taufer, poeta cecoslovacco (n. 1911)
- 1987 - Christine Busta, poetessa austriaca (n. 1915)
- 1988 - Károly Lakat, calciatore e allenatore di calcio ungherese (n. 1920)
- 1988 - Thawan Thamrongnawasawat, politico e militare thailandese (n. 1901)
- 1989 - Sourou-Migan Apithy, politico beninese (n. 1913)
- 1989 - Mario Astorri, calciatore e allenatore di calcio italiano (n. 1920)
- 1989 - Fernando Martín, cestista spagnolo (n. 1962)
- 1990 - Rolf Hansen, regista tedesco (n. 1904)
- 1990 - Henriette Morineau, attrice e regista teatrale francese (n. 1908)
- 1990 - Ernst Albrecht von Siemens, fisico, imprenditore e alpinista tedesco (n. 1903)
- 1991 - Lilia Dale, attrice italiana (n. 1919)
- 1991 - George Lott, tennista statunitense (n. 1906)
- 1991 - Hedda Morrison, fotografa tedesca (n. 1908)
- 1991 - Petre Țuțea, filosofo, scrittore e politico rumeno (n. 1902)
- 1992 - Luis Alcoriza, regista cinematografico, sceneggiatore e attore spagnolo (n. 1921)
- 1993 - Dmitrij Ivanov, sollevatore sovietico (n. 1928)
- 1993 - Lewis Thomas, medico, poeta e politico statunitense (n. 1913)
- 1995 - Josep Bartolí, pittore, disegnatore e scrittore spagnolo (n. 1910)
- 1995 - Aleksandr Kajdanovskij, attore e regista sovietico (n. 1946)
- 1995 - Krysti Lynn, attrice pornografica statunitense (n. 1971)
- 1995 - Lautaro Murúa, attore, regista e sceneggiatore cileno (n. 1926)
- 1995 - Emilio Pugno, sindacalista e politico italiano (n. 1922)
- 1995 - Gerard John Schaefer, serial killer e poliziotto statunitense (n. 1946)
- 1996 - Georges Duby, storico francese (n. 1919)
- 1996 - Babrak Karmal, politico afghano (n. 1929)
- 1996 - J. Arthur Seebach, matematico statunitense (n. 1938)
- 1996 - Karl Skifjeld, calciatore norvegese (n. 1920)
- 1997 - Domenico Enrici, arcivescovo cattolico e diplomatico italiano (n. 1909)
- 1997 - Benito Jacovitti, fumettista italiano (n. 1923)
- 1998 - Paolo Enrico Arias, archeologo e funzionario italiano (n. 1907)
- 1998 - Mario Baraldi, calciatore italiano (n. 1912)
- 1998 - Luigi Frunzio, ingegnere e politico italiano (n. 1913)
- 1998 - George Murcell, attore britannico (n. 1925)
- 1998 - Croce Zimbone, scrittore italiano (n. 1912)
- 1999 - John Archer, attore statunitense (n. 1915)
- 1999 - Enrique Cadícamo, poeta e scrittore argentino (n. 1900)
- 1999 - Pasquale Falqui, farmacista e imprenditore italiano (n. 1902)
- 1999 - Anne Francine, attrice statunitense (n. 1917)
- 1999 - Madeline Kahn, attrice e soprano statunitense (n. 1942)
- 1999 - Boris Kuznecov, calciatore sovietico (n. 1928)
- 1999 - Scatman John, cantautore, pianista e rapper statunitense (n. 1942)
- 1999 - Edmond Safra, banchiere e filantropo brasiliano (n. 1932)
- 1999 - Walter Schleger, calciatore austriaco (n. 1929)
- 2000 - Gwendolyn Brooks, poetessa e scrittrice statunitense (n. 1917)
- 2000 - Hoyt Curtin, compositore e produttore discografico statunitense (n. 1922)
- 2000 - Domenico Danzuso, critico teatrale italiano (n. 1922)
- 2000 - Jun Fukuda, regista giapponese (n. 1923)
- 2000 - Miklós Szabó, mezzofondista ungherese (n. 1908)

## XXI secolo(112)
- 2001 - Flavio Cecconi, calciatore italiano (n. 1923)
- 2001 - Gerhart M. Riegner, attivista tedesco (n. 1911)
- 2001 - Ivan Šojat, calciatore jugoslavo (n. 1900)
- 2002 - Alfonso La Torre, fumettista e giornalista peruviano (n. 1927)
- 2002 - Christian Liger, scrittore francese (n. 1935)
- 2002 - Klaus Löwitsch, attore tedesco (n. 1936)
- 2002 - Glenn Quinn, attore irlandese (n. 1970)
- 2003 - Pino Arpioni, educatore italiano (n. 1924)
- 2003 - Dulce Chacón, scrittrice e poetessa spagnola (n. 1954)
- 2003 - Ellen Drew, attrice statunitense (n. 1914)
- 2003 - David Hemmings, attore, regista e cantante britannico (n. 1941)
- 2004 - Roberto Castellani, italiano (n. 1926)
- 2004 - Shiing-Shen Chern, matematico cinese (n. 1911)
- 2004 - Anna Maria Conterno Degli Abbati, politica italiana (n. 1927)
- 2004 - Robert Dhéry, attore, regista e sceneggiatore francese (n. 1921)
- 2004 - Maria Perschy, attrice austriaca (n. 1938)
- 2004 - Vasco Puccioni, calciatore italiano (n. 1927)
- 2004 - Helmut Rix, linguista e etruscologo tedesco (n. 1926)
- 2004 - Marek Stachowski, compositore polacco (n. 1936)
- 2005 - Bruno Foglia, calciatore italiano (n. 1911)
- 2005 - Ileana Ghione, attrice italiana (n. 1931)
- 2005 - Lavinia Gianoni, ginnasta italiana (n. 1911)
- 2005 - Vincenzo Guarna, scrittore italiano (n. 1934)
- 2005 - Kirsi Hannele Sirén, cantante finlandese (n. 1964)
- 2006 - Ferenc Machos, calciatore ungherese (n. 1932)
- 2006 - Piero Pieroni, scrittore, storico e traduttore italiano (n. 1929)
- 2007 - Giorgio Berti, avvocato e giurista italiano (n. 1927)
- 2007 - Daniele Emmanuello, mafioso italiano (n. 1963)
- 2007 - Dante Isella, critico letterario e filologo italiano (n. 1922)
- 2007 - Francesco Scafarelli, scacchista italiano (n. 1933)
- 2008 - Fred Campbell, cestista, allenatore di pallacanestro e giocatore di baseball statunitense (n. 1920)
- 2008 - Don McKenzie, nuotatore statunitense (n. 1947)
- 2009 - Paula Hawkins, politica statunitense (n. 1927)
- 2009 - Valbjörn Þorláksson, astista e multiplista islandese (n. 1934)
- 2009 - Richard Todd, attore irlandese (n. 1919)
- 2009 - Cornelio Vinay, politico italiano (n. 1913)
- 2010 - Robert M. Kingdon, storico statunitense (n. 1927)
- 2010 - Guido Lopez, scrittore e giornalista italiano (n. 1924)
- 2010 - Rumen Pejčev, cestista e allenatore di pallacanestro bulgaro (n. 1951)
- 2010 - José Ramos Delgado, calciatore e allenatore di calcio argentino (n. 1935)
- 2010 - Ron Santo, giocatore di baseball statunitense (n. 1940)
- 2010 - Skip Young, wrestler statunitense (n. 1951)
- 2012 - Jules Mikhael Al-Jamil, arcivescovo cattolico iracheno (n. 1938)
- 2012 - Fëdor Chitruk, regista, sceneggiatore e animatore sovietico (n. 1917)
- 2012 - Slavko Stojanović, calciatore jugoslavo (n. 1930)
- 2013 - Edo Patregnani, calciatore e allenatore di calcio italiano (n. 1938)
- 2013 - Frank Rozendaal, zoologo olandese (n. 1957)
- 2013 - Sacha Sosno, pittore e scultore francese (n. 1937)
- 2014 - Jacques Barrot, politico francese (n. 1937)
- 2014 - Nathaniel Branden, psicoterapeuta e scrittore statunitense (n. 1930)
- 2014 - L. Stephen Coles, medico statunitense (n. 1941)
- 2014 - Orlando Fabbri, politico italiano (n. 1937)
- 2014 - Luciano Francioli, attore italiano (n. 1932)
- 2014 - Jef Janssen, ciclista su strada olandese (n. 1919)
- 2014 - Ian McLagan, tastierista, polistrumentista e cantautore britannico (n. 1945)
- 2014 - Oliviero Prunas, attore e imprenditore italiano (n. 1940)
- 2014 - Giulio Questi, regista, sceneggiatore e attore cinematografico italiano (n. 1924)
- 2015 - Barbarella, attrice pornografica italiana (n. 1963)
- 2015 - Nino Farì, clarinettista e direttore artistico italiano (n. 1925)
- 2015 - Eevi Huttunen, pattinatrice di velocità su ghiaccio finlandese (n. 1922)
- 2015 - Giammaria Visconti di Modrone, nobile e imprenditore italiano (n. 1935)
- 2015 - Scott Weiland, cantautore statunitense (n. 1967)
- 2016 - Fausto Bonelli, calciatore italiano (n. 1921)
- 2016 - Franchino Camporeale, batterista italiano (n. 1925)
- 2016 - Billy Chapin, attore statunitense (n. 1943)
- 2016 - Susan Cummings, attrice tedesca (n. 1930)
- 2016 - Gigliola Frazzoni, soprano italiano (n. 1923)
- 2016 - Isidoro Marsan, cestista, allenatore di pallacanestro e imprenditore jugoslavo (n. 1925)
- 2016 - Giovanni Orelli, scrittore e poeta svizzero (n. 1928)
- 2017 - Carl Axel Petri, politico svedese (n. 1929)
- 2017 - Orlando Ruiz, schermidore cubano (n. 1935)
- 2018 - Markus Beyer, pugile tedesco (n. 1971)
- 2018 - Philip Bosco, attore statunitense (n. 1930)
- 2018 - Justin Cartwright, scrittore, regista e sceneggiatore britannico (n. 1943)
- 2018 - Albert Frère, imprenditore belga (n. 1926)
- 2018 - Andrej Georgievič Bitov, scrittore russo (n. 1937)
- 2018 - Geoff Murphy, regista neozelandese (n. 1938)
- 2018 - Josep Lluís Núñez, dirigente sportivo spagnolo (n. 1931)
- 2019 - Giovanni Bertini, calciatore italiano (n. 1951)
- 2019 - Giuseppe Bevilacqua, scrittore e traduttore italiano (n. 1926)
- 2019 - Gianfranco D'Aronco, politico e filologo italiano (n. 1920)
- 2019 - Nosrat Karimi, regista, sceneggiatore e attore iraniano (n. 1924)
- 2019 - Hans-Dieter Krampe, calciatore tedesco orientale (n. 1937)
- 2019 - Ginette Merle, cestista francese (n. 1927)
- 2020 - Giuseppe Dalla Torre, giurista italiano (n. 1943)
- 2020 - Jutta Lampe, attrice tedesca (n. 1937)
- 2020 - Alison Lurie, scrittrice statunitense (n. 1926)
- 2020 - Mario Maraschi, calciatore e allenatore di calcio italiano (n. 1939)
- 2020 - Enrico Nicoletti, imprenditore e criminale italiano (n. 1936)
- 2020 - Vicente Iborra Richart, calciatore e allenatore di calcio spagnolo (n. 1932)
- 2021 - Doug Bolstorff, cestista statunitense (n. 1931)
- 2021 - Lamine Diack, dirigente sportivo e lunghista senegalese (n. 1933)
- 2021 - Horst Eckel, calciatore tedesco (n. 1932)
- 2021 - Fortune FitzRoy, duchessa di Grafton, nobildonna inglese (n. 1920)
- 2021 - Claude Humphrey, giocatore di football americano statunitense (n. 1944)
- 2021 - Arie Ribbens, cantante olandese (n. 1937)
- 2021 - Alfonso Vallejo, drammaturgo, neurologo e pittore spagnolo (n. 1943)
- 2021 - Momčilo Vukotić, allenatore di calcio e calciatore jugoslavo (n. 1950)
- 2021 - Jōji Yanami, doppiatore giapponese (n. 1931)
- 2022 - John Edward Critien, religioso e storico dell'arte maltese (n. 1949)
- 2022 - Dominique Lapierre, giornalista, scrittore e filantropo francese (n. 1931)
- 2022 - Pietro Reale, rugbista a 15 italiano (n. 1963)
- 2022 - Guido d'Angelo, politico, dirigente d'azienda e avvocato italiano (n. 1933)
- 2022 - Alžan Žarmuchamedov, cestista sovietico (n. 1944)
- 2023 - Giuseppe Germano Bernardini, arcivescovo cattolico e missionario italiano (n. 1928)
- 2023 - Gaetano Giuliano, politico italiano (n. 1929)
- 2023 - Myles Goodwin, cantante, musicista e chitarrista canadese (n. 1948)
- 2023 - Glenys Kinnock, baronessa Kinnock di Holyhead, politica britannica (n. 1944)
- 2023 - Yacouba Sawadogo, agricoltore burkinabé (n. 1946)
- 2024 - Elisa Debenedetti, storica dell'arte italiana (n. 1933)
- 2024 - Ecaterina Oancia, canottiera rumena (n. 1954)
- 2024 - Tan Howe Liang, sollevatore singaporiano (n. 1933)

## Senza anno specificato(1)
- Birino di Dorchester, vescovo e santo inglese (n. 600)